# Загибель Юрія Гагаріна
27 березня 1968 року Юрій Олексійович Гагарін, перша людина з планети Земля, яка побувала в космосі, загинув в авіаційній катастрофі, здійснюючи навчальний політ літаком МіГ-15УТІ під керівництвом пілота-інструктора Володимира Сєрьогіна поблизу селища Новосьолово Кіржацького району Владимирської області.
У СРСР було оголошено загальнонаціональну жалобу. Це був перший випадок в історії СРСР, коли день жалоби було оголошено через смерть людини, яка не була на момент смерті чинним главою держави.
28 березня о 21:15 відбулась кремація останків Юрія Гагаріна та Володимира Сєрьогіна. Урни з прахом загиблих поховані в некрополі біля Кремлівської стіни.

## Дані винищувача
Винищувач МіГ-15УТІ № 612739, на якому розбились Гагарін і Сєрьогін, був виготовлений 19 березня 1956 року на заводі «Водоходи» в Чехословаччині. Після випуску він пройшов два ремонти: перший — 13 червня 1962 року, другий — 30 березня 1967 року. Двигун РД-45ФА № 84445А, виготовлений 25 грудня 1954 року зі встановленим міжремонтним ресурсом у 100 годин, пройшов чотири ремонти (в 1957, 1959, 1964 і 1967 роках). Після останнього ремонту двигун напрацював 66 годин 51 хвилину.

## Авіакатастрофа
Після захисту дипломної роботи в академії Жуковського і тривалої перерви у польотах Юрій Гагарін приступив до літнóї практики — тренувальних польотів на літаку МіГ-15УТІ (навчально-тренувальний винищувач із подвійним керуванням — «спарка»). В період з 13 до 22 березня 1968 року він здійснив 18 польотів загальною тривалістю 7 годин. Перед самостійними вильотами йому залишались останні два контрольні польоти — з пілотом-інструктором, командиром полку, Героєм Радянського Союзу Володимиром Сєрьогіним.
Зранку 27 березня 1968 року о 10:18 Гагарін і Сєрьогін вилетіли навчальним літаком МіГ-15УТІ з підмосковного аеродрому «Чкаловський» до Щолкового. На момент вильоту умови видимості були нормальні, а висота нижньої межі хмар складала 900 м над землею. Виконання завдання в пілотажній зоні мало зайняти не менше 20 хвилин, але вже о 10:31 Гагарін повідомив на землю про закінчення завдання і подав запит про дозвіл розвернутись і летіти на базу. Після цього зв'язок з літаком перервався.
Коли стало зрозуміло, що в літака вже мало закінчитись паливо, в зоні польотів почалися пошуки, які тривали більше трьох годин. О 14:50 одному з гелікоптерів вдалося виявити уламки літака МіГ-15УТІ приблизно у 65 кілометрах від аеродрому, в районі села Новосьолово, у 18 кілометрах від міста Кіржач Владимирської області. Зранку наступного дня на місці падіння літака приступили до роботи члени Державної комісії. Виявили фрагменти тіл Гагаріна та Сєрьогіна, яких упізнали родичі та колеги. На місці катастрофи знайшли особисті речі пілотів, гаманець з водійськими правами і фотографією Корольова, а також на гілці було знайдено клапоть літної куртки Гагаріна з талонами на харчування.

## Причини авіакатастрофи

### Офіційна версія
Державна комісія, створена для розслідування причин катастрофи складалась з трьох підкомісій:
- із вивчення літнóї підготовки екіпажу, перевірки організації та забезпечення польотів 27 березня (літнá підкомісія);
- із вивчення та аналізу матеріальної частини літака МіГ-15УТІ (інженерна підкомісія);
- із оцінки стану пілотів до і під час польоту, офіційного упізнання загиблих (медична підкомісія).

У результаті звіт комісії було засекречено, тож його деталі відомі тільки зі статей та інтерв'ю окремих її членів. Причини та обставини катастрофи залишаються нез'ясованими.
Аналіз відбитків стрілок годинника з кабіни та наручного годинника Гагаріна показав, що катастрофа відбулась о 10:31, тобто через 50-70 секунд після останнього радіообміну з Гагаріним.
Офіційні висновки комісії були такі: через зміну під час польоту повітряних обставин (подробиці не уточнювались) екіпаж здійснив різкий маневр і зірвався в штопор. Незважаючи на спроби пілотів вивести машину в горизонтальний політ, літак зіткнувся з землею, а екіпаж загинув. Відмови чи несправності техніки не було виявлено. Хімічний аналіз останків і крові пілотів не виявив сторонніх речовин..

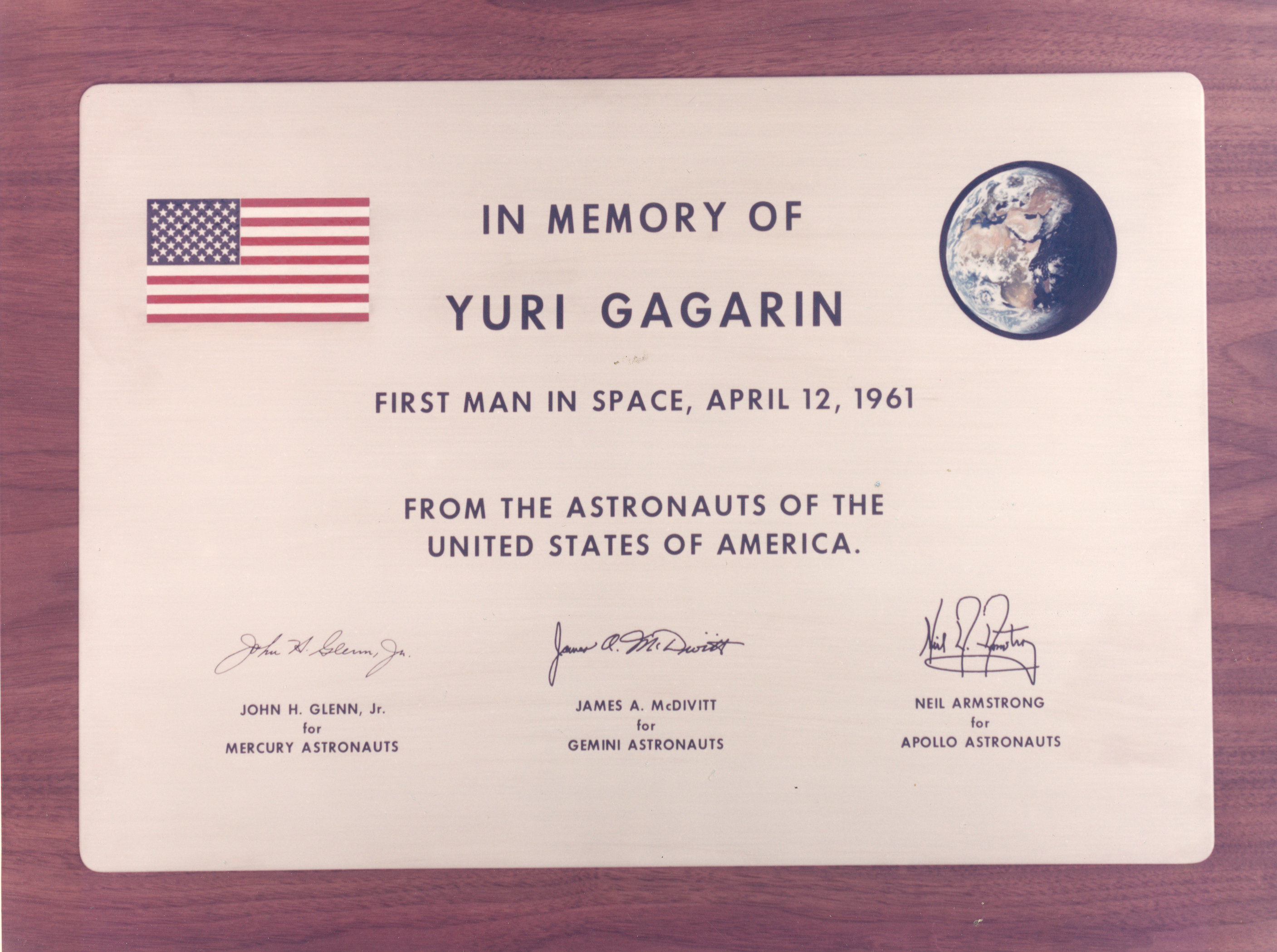
Меморіальна дошка на честь Юрія Гагаріна. Вручена керівникові «Центру підготовки космонавтів імені Гагаріна» від представника НАСА, 21 січня 1971 р.

Окремо працювала комісія КДБ, яка з'ясовувала, чи не була катастрофа результатом змови, теракту або злого умислу. Комісія КДБ виявила численні порушення в роботі наземного персоналу летовища.
До 50-річного ювілею польоту Гагаріна в космос було розсекречено висновки державної комісії щодо можливих причин його загибелі. Найбільш імовірною причиною падіння літака відповідно до даних архіву президента РФ є різкий маневр ухилення від метеозонда або, що менш імовірно, задля уникнення сходження у верхній край хмарності. В підсумку маневр призвів до потрапляння літака у закритичний режим польоту і до падіння.
Відсутність зрозумілої опублікованої офіційної версії та об'єктивних доказів породжувала цілу низку припущень і неофіційних версій загибелі пілотів. Ця тема досі турбує суспільство. Серед таких альтернативних версій, що суперечать офіційним запевненням і джерелам, є як версії про загибель під час того ж тренувального польоту, так і цілком відмінні версії, які заперечують випадкову загибель і мають політичне підґрунтя.

### Версія С. Білоцерко́вського, О. Леонова та низки вчених
За даними доктора технічних наук, генерал-лейтенанта Сергія Білоцерко́вського та космонавта Олексія Леонова (який був членом урядової комісії), дослідження показали: літак Гагаріна та Сєрьогіна зірвався у плоский штопор в результаті дії кінцевого вихору від іншого літака. Факторами, які спричинили трагедію були:
- Погані погодні умови (нижня межа нижнього шару хмар була на висоті 500–600 метрів); неточні відомості про погоду — за тими погодними даними, які повідомили пілотам, нижня межа хмар мала бути на висоті 900 метрів.
- Недоліки у конструкції літака — невдалі в плані аеродинаміки два підвісні паливні баки та необхідність для інструктора катапультуватися першим.
- Незадовільна організація радіолокаційного стеження за польотами, несправність частини обладнання.
- Серйозні порушення у плануванні польотів.
- Білоцерко́вський та Микола Каманін звинувачують генерала Миколу Федоровича Кузнєцова в тому, що в умовах, які склалися, він міг і повинен був відмінити політ Гагаріна. Замість цього внаслідок його дій, особливо через прискіпування до Сєрьогіна, перед польотом виникла неприпустима нервозність.[16]

За даними комісії, приблизно за хвилину до зіткнення Гагарін перебував у абсолютно нормальному стані: мова його була спокійна та розмірена. Він мав зробити розворот зі зниженням за відсутності видимості природного горизонту. Далі відбулась якась несподівана подія, що призвела до того, що літак опинився в закритичному режимі польоту в положенні крутого пікірування.
Найбільш імовірними «подіями» могли бути:
- Ухиляння від іншого літака, метеозонда або зграї птахів.
- Потрапляння у слід іншого літака, який пролетів раніше.
- Потрапляння у висхідний вертикальний потік повітря або навіть горизонтальний порив вітру.

Могло відбутися також і поєднання якихось з цих подій, а можливо, і всіх трьох.
Комп'ютерне моделювання показало, що найбільш реалістична картина останньої хвилини польоту виходить із припущення, що літак увійшов у штопор і зробив 3-5 витків. Із підвісними баками допустимі перевантаження літака зменшувались із 8-кратних до 3-кратних. Якщо під час розвороту зі зниженням виникли додаткові фактори, то літак міг увійти у штопор. Помилкова інформація щодо висоти хмарності у поєднанні з неправильними показами висотоміра дали пілотам неправильне уявлення про запас висоти і часу, який у них був.
Комісія зробила висновок, що спробу катапультуватися пілоти не здійснювали. На думку полковника-інженера у відставці, пілота I класу І. Б. Качоровського, «Сєрьогін, оцінивши обставини, як командир екіпажу дає команду Гагаріну катапультуватись. Але той, знаючи, що за технічними правилами першим це має зробити інструктор, нагадує йому про це». Коли, вийшовши з хмарності, екіпаж зорієнтувався, катапультовуватися було вже пізно.
Оцінюючи рівень керування літаком на останніх секундах польоту, група пілотів-випрóбувачів і вчених заявила: «Дії пілотів варто розглядати як оптимальні: у надкритичному режимі (10-11-кратному перевантаженні) вони пілотували літак без нахилу і ковзання, „витиснули“ з техніки все можливе, намагаючись вивести літак з пікірування». Особливо відзначали, що виведення літака із піке проводилось практично за максимально можливих для літака перевантажень — за 12-кратного перевантаження у нього могли зламатися крила. Ці ж перевантаження були практично максимальними і для пілотів.
За даними комісії, екіпаж перебував в працездатному стані, пози обох пілотів до кінця були робочими. Так, Гагарін лівою рукою тримався за ручку керування двигуном, ноги у обох пілотів були на педалях. Протягом декількох секунд Гагарін і Сєрьогін, зберігаючи чіткість і узгодженість дій, активно боролися за життя, хоча і перебували під впливом величезних перевантажень. Їм не вистачило 250–300 метрів висоти або 2 секунди польоту.
В цілому погоджуючись з аналізом, пілот-випрóбувач Степан Мікоян в своїх мемуарах висловив сумнів щодо того, що літак Гагаріна і Сєрьогіна увійшов у штопор саме через потрапляння у вихровий слід іншого літака. Він розказав, що в ЛДІ ім. Громова після катастрофи проводилися спеціальні випробування аналогічного навчально-тренувального винищувача (рос. Учебно-тренировочный истребитель, УТИ) МіГ-15 (тобто з підвісними баками), які показали, що потрапляння цього літака у «течію» не спричиняє потрапляння у штопор. Найбільш імовірною причиною, що призвела до катастрофи, Степан Мікоян назвав ухилення або навіть зіткнення з метеорологічним зондом. Як непрямі ознаки такого зіткнення він навів такі дані:
1. на місці катастрофи було зібрано тільки 2/3 ліхтаря кабіни;
2. стрілка приладу, що показує різницю між тиском всередині кабіни і зовні, зупинилась на позначці −0,01 атмосфери, що свідчить про порушення герметичності кабіни ще до зіткнення літака із землею.[18]

У 2013 році Олексій Леонов, посилаючись на розсекречені документи слідчої комісії, яка розслідувала загибель Гагаріна, повідомив, що це вже «не версія, а істинна причина загибелі першого космонавта»: в зоні польоту Гагаріна та Сєрьогіна несанкціоновано опинився літак Су-15, що здійснював політ з аеродрому «Жуковський». Відходячи на форсажі на свій ешелон, він пройшов на відстані 10—15 метрів від літака Гагаріна, чим і увігнав його у спіраль, вийти з якої пілоти не встигли.
| «Мої міркування підтверджені відкриттям розсекреченого конверта з висновком комісії. Таємниці в цьому нема, а є недбальство і порушення режиму польотів, але мене засмучує інше: що люди, які працювали в комісії, в тому числі і Каманін, знали правду, але вдавали, що це не так.» (О. А. Леонов)[22] Оригінальний текст (рос.) «Мои рассуждения подтверждены вскрытием рассекреченного конверта с выводом комиссии. Тайны в этом нет, а есть разгильдяйство и нарушение режима полётов, но меня огорчает другое: что люди, работавшие в комиссии, в том числе и Каманин, знали правду, но делали вид, что это не так.» (А. А. Леонов) |
Разом з тим, документального підтвердження версія Леонова не має. В Російському федеральному архівному агентстві (Росархів) відзначають, що всі документи слідчої комісії, які зберігаються в Архіві Президента Російської Федерації, було повністю розсекречено у 2011 році, і інформації про якісь нові розсекречені документи в Росархіві нема. (джерело: офіційна відповідь на запит до Росархіву від 11.07.2013№ 7/1391-III)

### Інші версії

#### Версія М. Кузнєцова
Як запевняє начальник Центру підготовки космонавтів у 1963–1972 роках Микола Кузнєцов, Сєрьогін в ті часи почувався зле, він часто блював і скаржився на болі в серці. Під час виконання віражів Сєрьогіну знову стало погано, очевидно, у нього стався серцевий напад. Він розстібнув ремені крісла і ремені парашута. Гагарін, виконуючи пілотаж, не одразу помітив стан інструктора. Тіло Сєрьогіна, переміщуючись по кабіні, зсунуло з нейтралі органи керування, і це заблокувало деякі з них. Кидати друга в біді і зразу катапультовуватись Юрій не став. Він боровся до кінця і майже 10 хвилин ходив кругами над Новосьоловим, намагаючись рухами літака вернути до тями Сєрьогіна, а коли шансів на порятунок не залишилось, загинув разом з ним.

#### Версія І. Кузнєцова
Останнім часом набула широкого розголосу в ЗМІ версія колишнього працівника НДІ по експлуатації та ремонту авіаційної техніки, полковника ВПС у відставці Ігоря Кузнєцова. Згідно з його аналізом, у літаку МіГ-15УТІ міг залишитися напіввідкритим один із вентиляційних кранів. Порушення герметичності кабіни виявили тільки на висоті 3-4 тис. метрів. Щоб запобігти кисневому голодуванню, пілоти спробували різко знизити літак до рекомендованого за інструкцією рівня 2 тисячі метрів, але швидкий перепад тиску призвів до їхньої непритомності. Цю версію заперечують інші спеціалісти, зокрема, через те, що
1. малоймовірно, що такі досвідчені пілоти піддалися паніці; у того ж Гагаріна бували і набагато серйозніші випадки;
2. розгерметизація на такій висоті не є особливим випадком у польоті і не становить загрози для екіпажу. Під час Другої світової війни пілоти багато разів здійснювали пікірування на негерметичних літаках з висоти близько 4000 м до висот, близьких до поверхні землі, і не мали при цьому порушень здоров'я і працездатності.[27]

#### Версія В. Аксьонова
В день загибелі Юрія Гагаріна 27 березня 1968 року Володимир Аксьонов проходив разом з ним на аеродромі медичне обстеження перед польотом, але він полетів іншим літаком. Версія Аксьонова полягає в тому, що екіпаж Гагаріна і Сєрьогіна здійснив помилку у складних метеоумовах, не зорієнтувався в обставинах, що і призвело до падіння літака. Пілот-космонавт уточнює, що метеоумови в день катастрофи були складні, але цілком прийнятні для виконання пілотних завдань. «Хмарність того дня була незвична: нижній край майже суцільних хмар був на висоті близько 600 метрів над землею. Потім до висоти 4 тисяч метрів хмарність була щільна, з невеликими розрідженнями. Над верхнім краєм — жодних хмар: чисте небо і дуже добра видимість. Нам показали навіть фотографії верхнього краю, зроблені з літака-метеорозвідника», — відзначає Аксьонов.
За його словами, останнє повідомлення з борту літака Юрія Гагаріна було про те, що вони з Володимиром Сєрьогіним закінчили виконання літнóго завдання, яке вони здійснювали над верхнім краєм хмарності, тобто на висоті понад 4 тисячі метрів.
Аксьонов вважає, що своє повідомлення пілоти зробили, найімовірніше, після виходу із завершальної фігури на невеликій швидкості в спокійному польоті, але перебуваючи ще на достатньо великій висоті. Після цього вони мали виконати значне зниження, а тоді підготуватись і пройти хмарний шар.

#### Версія Е. Шершера
Інженер-полковник у відставці, ветеран ВПС Едуард Олександрович Шершер за результатами дослідження, яке він провів, прийшов до висновку, що імовірною причиною катастрофи може бути зіткнення літака з землею внаслідок несвоєчасного виходу з пікірування під час виконання фігур вищого пілотажу, не вказаних у завданні польоту. Катастрофі посприяли складні метеорологічні умови (суцільна багатошарова хмарність з нижньою межею хмар на висоті близько 600 м), численні порушення вимог «Настанóви зі здійснення польотів» і «Курсу бойової підготовки винищувальної авіації», в тому числі виконання пілотажу з підвісними баками..

## Прощальний лист космонавта
Перед своїм історичним польотом в космос 10 квітня 1961 року Юрій Гагарін про всяк випадок написав прощального листа рідним. Довгий час рідні і близькі не знали про існування цього листа. І тільки після авіакатастрофи під Кіржачем листа передали дружині першого космонавта Валентині Гагаріній..